# برج نگهبانی شهرد
برج نگهبانی شهرد (خضرنبی) مربوط به دوره صفوی است و در دهدشت، بلوار خروجی، پشت پارک جنگلی واقع شده و این اثر در تاریخ ۲۳ بهمن ۱۳۸۰ با شمارهٔ ثبت ۴۷۴۰ به‌عنوان یکی از آثار ملی ایران به ثبت رسیده است.